# Rosina Lippi

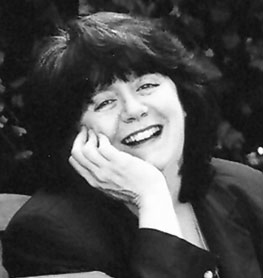
Rosina Lippi (2001)

Rosina Lippi-Green (geboren am 14. Januar 1956 in Chicago, Illinois) ist eine US-amerikanische Autorin. Sie veröffentlicht unter den Namen Rosina Lippi-Green (Linguistik), Rosina Lippi (zeitgenössische Literatur) und Sara Donati (historische Romane).

## Leben
Lippi-Green wurde 1956 als Rosina Lippi in Chicago geboren. Ihr Vater war ein italienischer Emigrant, und sie hat Vorfahren aus verschiedenen Ländern Europas.
Mit 17 Jahren absolvierte Lippi-Green ein American-Field-Service-Stipendium in Österreich. Nach der Highschool besuchte sie die Pädagogische Hochschule in Vorarlberg, Österreich. Sie studierte an der University of Illinois in Chicago. 1987 erhielt sie von der Princeton University den Ph. D in Linguistik für ihre Dissertation mit dem Titel "Variation leading to change in rural Alemannic: the dialect of Grossdorf in Vorarlberg, Austria". Sie unterrichtete zwölf Jahre Linguistik, überwiegend an der University of Michigan. Ihre bekannteste linguistische Arbeit English with an Accent wurde 1997 veröffentlicht, die zweite Edition erschien 2011.
In ihrer Freizeit beschäftigt Lippi-Green sich mit Textilkunst. Ihre Werke wurden im Magazin Quilting Arts vorgestellt. Ein Interview mit Linda Richards für das January Magazine wurde im März 2000 publiziert. 2013 begann sie sich für Polyclay-Kunst und die Fertigung von Schmuckstücken zu interessieren.

## Werke

### Rosina Lippi-Green
Ihre linguistischen Arbeiten enthalten:
- English with an Accent: Language, Ideology, and Discrimination in the United States (1997, 2011)
- Language, Ideology, and Language Change in Early Modern German (1994)
- Recent Developments in Germanic Linguistics (1992)

### Rosina Lippi
1998 erschien der Roman Homestead (dt. Im Schatten der drei Schwestern) über ein Dorf in Österreich. Hierfür gewann die Autorin 1999 den Hemingway Foundation PEN Award und stand auf der Shortlist für den Orange Prize.
Shortlist des Orange Prize (GB)
2001: Homestead von Rosina Lippi, rezensiert von Dylan Evans.
Zahlreiche Rezensionen zu Homestead erschienen auch in The New York Times Book Review, The Hemingway Review und der Washington Post.
- Homestead (Rezension) von Brigitte Frase The New York Times Book Review May 9, 1999[4]

- "PEN/Hemingway Award 1999" The Hemingway Review, Vol. 19, 1999: 155

- "Shaped by Time, Place and Family: Fictions About Farthest Austria" Rezension zu Homestead von Carolyn See. The Washington Post vom 29. Mai 1998

Mit Tied to the Tracks veröffentlichte Lippi eine romantische Komödie im Bereich der Gegenwartsliteratur. In Australien erschien dieser Roman unter dem dort bekannteren Pseudonym Sara Donati.
- Tied to the Tracks  (2006), ISBN (Aust.) 978 1 86325 486 1 (Taschenbuch) und ISBN (Aust.) 1 86325 486 2 (Taschenbuch)[5]
- The Pajama Girls of Lambert Square (2008)

### Sara Donati
Unter dem Namen Sara Donati erscheinen die historischen Romane der Autorin. In der Wilderness-Serie geht es um Lederstrumpf aus Der letzte Mohikaner und seine Angehörigen sowie Nachfahren, die im Staat New York leben. Die Handlung beginnt 1792. Die Serie besteht aus diesen Teilen:
- Into the Wilderness  (1998), ISBN (Aust.) 1 86325 179 0 (Taschenbuch), dt.: Im Herzen der Wildnis

Im Herzen der Wildnis spielt in der fiktivem Stadt Paradise westlich des Sacandanga River, New York State, 1792. Lederstrumpfs Sohn Nathaniel Bonner lernt die Engländerin Elizabeth Middleton kennen, die eine Schule gründen will. Die Bevölkerung der Stadt setzt sich aus freien Afroamerikanern, Sklaven, Kahnyenkehaka (Mohawk) und weißen Amerikanern zusammen. Es handelt sich um eine Mischung aus Abenteuerroman und Liebesgeschichte mit vielen unerwarteten Wendungen und einer Stippvisite von Protagonisten aus Diana Gabaldons Outlander-Serie. Siehe Rezension vom 9. Juli 1998, Booklist.
- Dawn on a Distant Shore  (2000), ISBN (Aust.) 1 86325 269 X (Taschenbuch), dt.: An einer fernen Küste

Das Leben der Familie Bonners geht weiter mit einer Entführung nach Schottland, wo der Earl of Carryck einen Erben für seinen Titel sucht.
- Lake in the Clouds  (2002), ISBN (Aust.) 1 86325 278 9 (Taschenbuch), dt. Jenseits der tiefen Wälder

Die Familiengeschichte geht 1802 weiter. Jetzt geht es vor allem um Nathaniels Tochter Hannah, die mütterlicherseits von den Kahnyenkehaka (Mohawk) abstammt. Hannah hat beim örtlichen Arzt Richard Todd eine Ausbildung absolviert. Dr. Todd hat Hannah weiter unterstützt und für sie ein Studium am Kine-Pox-Institut in New-York City unter der Leitung von Dr. Valentine Simon organisiert. Zudem taucht ein entflohener Sklave mit Verbindungen zu einer Familie in Paradise auf, der Hilfe benötigt. Außerdem sorgt Jemima Southern für Ärger und versucht, Hannah Bonner zu schaden.
- Fire Along the Sky  (2004), ISBN (Aust.) 1 86325 279 7 (Taschenbuch), dt. In Zeiten des Sturms

Als 1812 der Krieg ausbricht, befinden sich Mitglieder der Familie Bonner auf beiden Seiten der Grenze zwischen Kanada und den USA, sowohl Weiße als auch Angehörige der Kahnyenkehaka (Mohawk). Der älteste Sohn von Nathaniel und Elizabeth und sein Cousin Blue-Jay schließen sich den Kämpfen an. Es folgen Verwundung, Gefangennahme und Verschleppung nach Nut Island, ein Fort in Kanada, gehalten von den Briten. Hannah und ihre Cousine Jennet aus Schottland brechen nach Nut Island auf, um ihren Verwandten zu helfen. Die Folgen sind verheerend.
- Queen of Swords  (2006), ISBN (Aust.) 978 1 86325 281 1 (Taschenbuch) and ISBN (Aust.) 1 86325 281 9 (Taschenbuch), dt. Ufer der Träume

Dieser Teil schließt direkt an den vorherigen an. Hannah Bonner und ihr Halbbruder Luke Bonner suchen Jennet, die auf Nut Island verschleppt wurde. Sie finden Jennet, aber das Kind von Jennet und Luke wurde nach New Orleans entführt. In New Orleans gibt es Kampfhandlungen gegen die Briten. Die Bonners müssen viele Schwierigkeiten meistern, unter anderem den Kampf um New Orleans unter Andrew Jackson. Der Kampf wird aus der Perspektive von Zivilisten erzählt, Weißen, Schwarzen, First Nation und Kreolen.
- The Endless Forest (2010)

Mit dem sechsten Teil endet die Geschichte der Familie Bonner. Es spielt in Paradise im Jahr 1824. Jemima Southern taucht wieder auf, und es ist zu befürchten, dass das für ihre Tochter Martha Kirby und ihre Stieftochter Callie Wilde nichts Gutes zu bedeuten hat.
- The Gilded Hour (2015)

Mit diesem Roman startet die Serie Waverly Place. In den 1880er Jahren leben Nachkommen der Bonners in New York City. Anna und Sophie Savard, Cousinen um mehrere Ecken, gehören zu den noch wenigen Frauen, die bisher Medizin studieren konnten. Die Handlung dreht sich überwiegend um die Probleme der Stadtbevölkerung zu dieser Zeit, beispielsweise der Zustrom von Waisen in die Stadt und die Auswirkungen der Comstock-Gesetze auf die Gesundheit und Selbstbestimmung der Frauen.
The Gilded Hour (Rezension) von Melinda Bargreen, Sonderausgabe zur Seattle Times vom 28. August 2015
- Where the Light Enters (2019)

Anna und Sophie Savard haben neben familiären Angelegenheiten große berufliche Probleme durch die Comstock-Gesetze und lavieren zwischen dem Bemühen, Frauen medizinisch zu helfen und der Gefahr, angeschwärzt und verhaftet zu werden. Außerdem treibt ein Serienmörder sein Unwesen in der Stadt.
- The Sweet Blue Distance (2024)

Das Buch handelt im Jahr 1857 und spielt zwischen den Serien Wilderness und Waverly Place. Auch hier geht es um Nachfahren der Familie Bonner.